# Grabów nad Pilicą (gemeente)

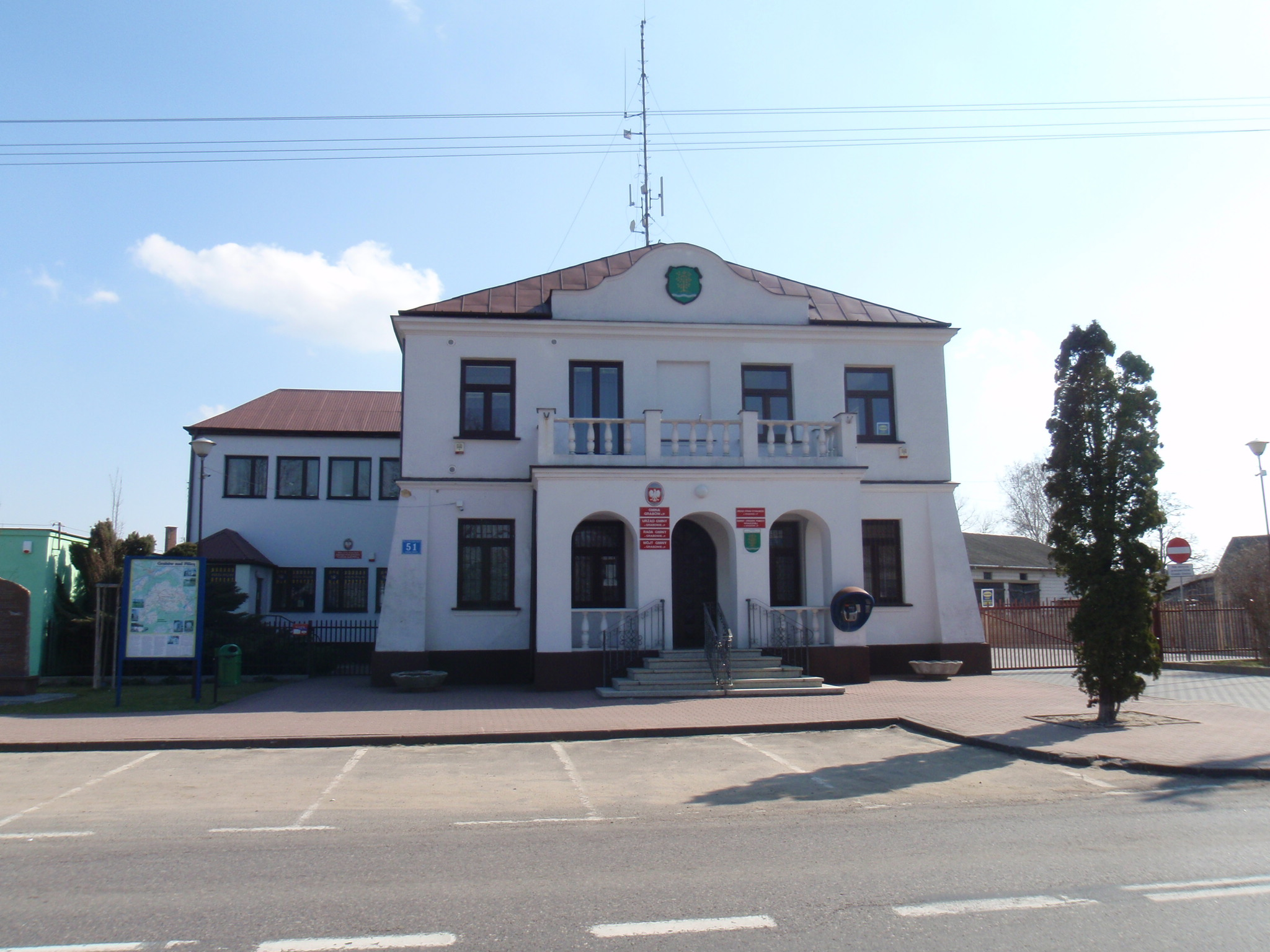
Gemeentehuis

De gemeente Grabów nad Pilicą is een landgemeente in powiat Kozienicki (Mazovië).
De zetel van de gemeente is in Grabów nad Pilicą.

## Oppervlakte gegevens
In 2002 bedroeg de totale oppervlakte van gemeente Grabów nad Pilicą 125 km², waarvan:
- agrarisch gebied: 51%
- bossen: 49%

## Administratieve plaatsen (sołectwo)
Augustów, Broncin, Brzozówka, Budy Augustowskie, Celinów, Cychrowska Wola, Czerwonka, Dąbrówki, Dziecinów, Edwardów, Grabina, Grabów nad Pilicą, Grabów Nowy, Grabowska Wola, Koziołek, Kępa Niemojewska, Lipinki, Łękawica, Nowa Wola, Paprotnia, Strzyżyna, Tomczyn, Utniki, Wyborów, Zakrzew, Zwierzyniec.
Zonder de status sołectwo: Grabów Zaleśny

## Aangrenzende gemeenten
Warka, Magnuszew, Głowaczów, Stromiec